# توپشام، دوون
latitudeتوپشام، دوونlongitudeتوپشام، دوون
توپشام، دوون (به انگلیسی: Topsham, Devon) یک منطقهٔ مسکونی در انگلستان است که در جنوب غربی انگلستان واقع شده‌است.

## خصوصیات
توپشام ۵٬۰۲۳ نفر جمعیت دارد.